# Les Chevaux de Diomède
Pour l'article mythologique, voir Diomède.
Les Chevaux de Diomède (The Horses of Diomedes) est une nouvelle policière d'Agatha Christie mettant en scène le personnage d'Hercule Poirot.
C'est la 9e affaire des douze travaux d'Hercule, ayant trait aux Chevaux de Diomède.
Initialement publiée en juin 1940 dans la revue The Strand Magazine au Royaume-Uni, cette nouvelle a été reprise en recueil en 1947 dans The Labours of Hercules au Royaume-Uni et aux États-Unis. Elle a été publiée pour la première fois en France dans la collection Série rouge en 1948, puis dans le recueil Les Travaux d'Hercule en 1966.

## Personnages
- Hercule Poirot : détective privé.
- Michael Stoddard : médecin ; amoureux en secret de Sheila Grant.
- Sheila Grant : jeune femme soupçonnée de dealer de la cocaïne.
- Pam Grant : sœur de Sheila.
- M. Grant : général à la retraite ; père de quatre jeunes femmes.
- Anthony (« Tony ») Hawker : jeune homme, soupçonné de dealer de la cocaïne.
- Mme Larkin : maîtresse de maison.
- Mme Carmichael : maîtresse de maison ; amie d'Hercule Poirot.

## Résumé

### Mise en place de l'intrigue
Vers 23 h, Michael Stoddard téléphone à Hercule Poirot et l'appelle à l'aide. Il a appris qu'une soirée venait d'avoir eu lieu entre jeunes gens et que plusieurs d'entre eux avaient consommé de la cocaïne. Un coup de feu a été tiré, blessant un clochard. Or l'une des personnes ayant consommé de la drogue est Sheila Grant, dont il est secrètement amoureux. Hercule Poirot, qui apprécie Michael Stoddard, accepte de l’aider et se rend sur les lieux de la fête.
Selon Michael, le général Grant est le père de quatre filles, dont deux seront présentées dans la nouvelle. Ces jeunes filles, âgées de 18 à 22 ans, se conduisent comme des chevaux sauvages que rien n'arrête (d'où la référence aux Chevaux de Diomède).

### Enquête
Hercule Poirot a un long entretien avec Michael. Puis un long entretien avec Sheila, qui effectivement apparaît comme cocaïnomane.
Poirot enquête sur la famille Grant : le général Grant et ses filles sont arrivées il y a moins d'un an dans cette banlieue chic et bourgeoise du Grand Londres. Veuf, il ne parvient pas à cadrer ses filles.
Poirot est invité à une soirée organisée par Mme Larkin. Il y rencontre Tony Hawker, soupçonné d'être le fournisseur de cocaïne de Sheila. Il continue son enquête et a un entretien avec Pam, la sœur de Sheila.

### Dénouement et révélations finales
Hercule Poirot découvre qui est le chef du réseau de vente de drogue : il s'agit du général Grant lui-même ! Cet homme n'est en rien un général retraité et n’est pas le père des quatre jeunes femmes dont il se prétend le père. Ces quatre jeunes femmes sont ses salariées, chargées de vendre de la cocaïne parmi les membres de la banlieue chic dans laquelle il a établi son quartier général.
Les dernières lignes de la nouvelles donnent à penser que Sheila, reprise en main par le docteur Stoddard, pourrait bien changer de vie et épouser prochainement le médecin. Au reste, elle semble déjà « apprivoisée ».

## Publications
Avant la publication dans un recueil, la nouvelle avait fait l'objet de publications dans des revues :
- en juin 1940, au Royaume-Uni, dans le no 594 de la revue The Strand Magazine[1] ;
- en 1940, aux États-Unis, sous le titre « The Case of the Drug Peddler », dans la revue This Week[1] ;
- en janvier 1945, aux États-Unis, sous le titre « The Case of the Drug Peddler », dans le no 20 (vol. 6) de la revue Ellery Queen's Mystery Magazine[2] ;
- en 1948, en France, dans le no 13 de la collection Série rouge[3].

La nouvelle a ensuite fait partie de nombreux recueils, notamment :
- en 1947, au Royaume-Uni et aux États-Unis, dans The Labours of Hercules[1] (avec 11 autres nouvelles) ;
- en 1966, en France, dans Les Travaux d'Hercule (adaptation des recueils anglosaxons).

## Adaptation
L'intrigue de la nouvelle fait partiellement partie de Les Travaux d'Hercule (The Labors Of Hercule), téléfilm britannique de 2013 de la série télévisée Hercule Poirot (69e épisode, 13.04), avec David Suchet dans le rôle principal.